# Setaria oblongata
Setaria oblongata är en gräsart som först beskrevs av August Heinrich Rudolf Grisebach, och fick sitt nu gällande namn av Parodi. Setaria oblongata ingår i släktet kolvhirser, och familjen gräs. Inga underarter finns listade i Catalogue of Life.